# 竹子山
竹子山屬於台灣北部大屯火山群的其中一群，噴發年代約在距今80萬年前，在約50萬年前停止活動至今。竹子山熔岩流分佈區域極為廣大，是大屯火山群中覆蓋面積最大的火山，涵蓋新北市金山區、石門區和三芝區大部分地區，甚至遠到富貴角及麟山鼻。竹子山最高峰海拔高度1103公尺，山脈整體的基岩為兩輝安山岩，稜線陡峭，並無明顯的噴發口。目前竹子山大部分區域皆屬軍事管制區，設有空軍及海軍的設施。一般民眾無法進入。是台灣最北端的1000公尺以上高山。

## 電視、電台訊號設備配置

### FM電台
| 頻率      | 電台                       | 天線功率 | 播送區域       |
| --------- | -------------------------- | -------- | -------------- |
| 94.3 MHz  | 警察廣播電臺交通網臺北分臺 | 10 kW    | 大台北、桃園市 |
| 98.9 MHz  | 人人廣播電臺               | 100 W    | 大台北、桃園市 |
| 105.9 MHz | 講客廣播電臺               |          | 大台北、桃園市 |